# جلاء سمعي
ويقصد بالجلاء السمعي (Clair-audiance )، قدرة الوسيط الروحاني على سماع صوت معين يكلمه، أو مقطع موسيقي من معزوفة، وقد يكون الجلاء السمعي طبيعيا أو تجريبيا، يمكن اختباره لو تمت الأستعانة بجسم مجمع للصوت مثل القوقعة وغيرها بحيث عندما يقرب أذنه منها يسمع صوتا عند فوهتها.